# David Charbonneau

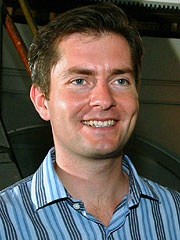
David Charbonneau, 2005

David Charbonneau (* 1974) ist ein kanadischer Astronom und Professor für Astronomie an der Harvard University.
Charbonneau erhielt 1996 den BSc in Mathematik, Physik und Astronomie an der University of Toronto. An der Harvard University erhielt er 2001 den Ph.D. in Astronomie. 1999, als er noch Student war, gelang ihm mit einem 4-Inch-Teleskop der Nachweis eines Exoplaneten, der vor seinem Mutterstern vorbeizog. Er ist Gründer des Trans-Atlantic Exoplanet Survey zur Entdeckung von Exoplaneten und Pionier auf dem Gebiet der Atmosphärenforschung von Exoplaneten. Er ist Mitentdecker von GJ 1214 b und hat unter anderem HD 209458 b näher analysiert.

## Auszeichnungen
- 2004 Robert J. Trumpler Award
- 2006–2008 Alfred P. Sloan Research Fellow
- 2006–2011 David and Lucile Packard Fellowship for Science and Engineering
- 2006 NASA Exceptional Scientific Achievement Medal
- 2007 Discover Magazine Scientist of the Year
- 2009 National Science Foundation’s Alan T. Waterman Award[1]
- 2012 Sackler-Preis[2]
- 2017 Mitglied der American Academy of Arts and Sciences
- 2017 Mitglied der National Academy of Sciences
- 2024 Kavli-Preis